# Arvo Ylinen

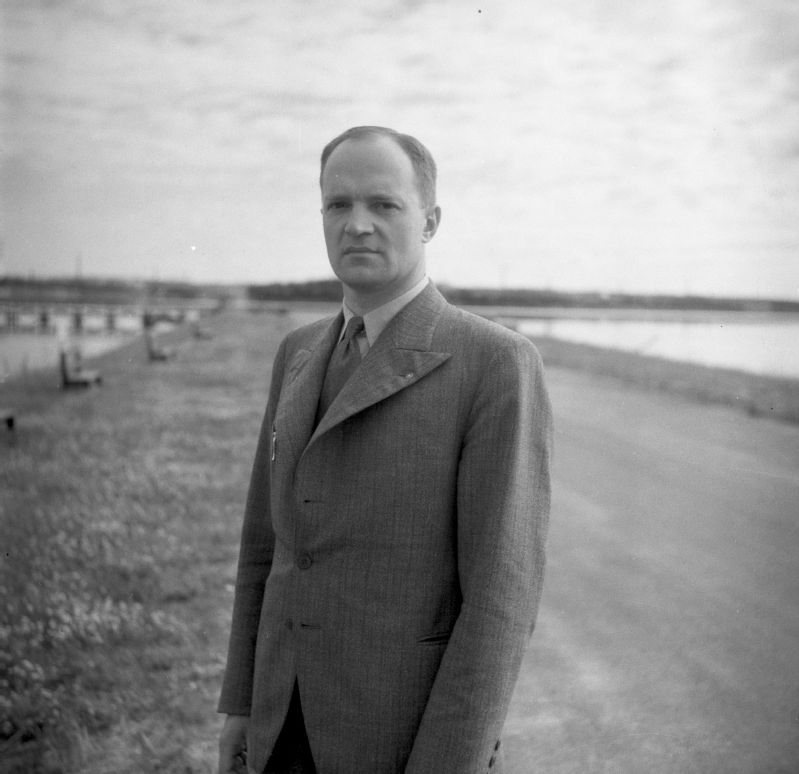
Arvo Ylinen år 1944.

Arvo Albin Johannes Ylinen, född 5 mars 1902 i Yläne, död 27 juli 1975 i Helsingfors, var en finländsk ingenjör.
Ylinen, som var son till jordbrukare Juho Ylijaakkola och Emma Uusitalo, blev student 1923, diplomingenjör 1930 och teknologie doktor 1938 på den första flygtekniska avhandlingen i Finland. Han studerade flygteknik bland annat vid Tekniska högskolan i Berlin 1931–1932 och blev ingenjör vid Statens flygmaskinsfabrik 1932, chef för ritkontoret 1933, chefkonstruktör 1934, teknisk ledare 1937, var konsulterande ingenjör 1940–1949 samt professor i flygteknik vid Tekniska högskolan i Helsingfors 1940–1956 och i byggnadsstatik där 1956–1967. Han konstruerade de inhemska plantyperna Tuisku, Viima och Pyry.
Ylinen var ordförande i styrelsen för Statens tekniska forskningsanstalt från 1955, ordförande i styrelsen för Tekniska högskolans studentkår 1928–1929, i Finlands flygförbund 1949–1954, hedersledamot 1957, ordförande i Försvarets vetenskapliga råd 1961–1964 och i Vetenskapsidkarnas förbund 1961–1964. Han var medlem av statens naturvetenskapliga kommitté 1960–1962, av statens teknisk-vetenskapliga kommitté från 1962. Han blev ingenjörlöjtnant 1935, ingenjörkapten 1940, ingenjörmajor 1941 och ingenjöröverlöjtnant 1943.
Ylinen författade bland annat Die Knickfestigkeit eines zentrisch gedrückten geraden Stabes im elastischen und unelastischen Bereich (akademisk avhandling, 1938) och Kimmo- ja lujuusoppi I–II (1948–1950). Ledamot och preses i Akademin för tekniska vetenskaper 1957, ledamot av Kungliga Ingenjörsvetenskapsakademien 1943, Finska Vetenskapsakademien 1952, Finlands krigsvetenskapliga samfund 1953 och tyska flygakademien 1943. Han blev teknologie hedersdoktor vid Tekniska högskolan i München 1965.

## Utmärkelser
- Tyska örnens orden[1]
- Vinterkrigets minnesmedalj[2]
- Kommendörstecknet av Finlands Lejons orden[2]
- Kommendör av Italienska kronorden[2]
- Minnesmedalj för deltagande i 1941-1945 års krig[2]

[Redigera Wikidata]